# 侯承祖
侯承祖（？—1646年9月27日（隆武二年八月二十日）），字懷玉，松江府金山衛人，明朝、南明軍事人物。

## 生平
侯承祖家族世襲指揮同知，因功加官參將。弘光元年（1645年）夏天，杜文煥退到金山，他打算斬殺杜文煥示眾，但文煥逃走。嵩江兵起，他帶兵幫助，遭吳志葵顧忌而被阻止。侯承祖惱恨地說：「既然城府聽你統率，那麼我為金山存亡了。」拂袖離去，與兒子侯世祿及掌指揮印劉夢麒傾家蕩產購買兵器糧食。
隆武二年八月二日（1646年9月9日），吳志葵任用諸生楊寅東為中軍守備，指揮劉羽聖掌管衛事。次日嵩江失陷。黃蜚和吳志葵的士兵潰散，侯承祖上疏繞海道到福京，並派遣使者到崇明和舟山乞師。十七日，清朝士兵攻到金山，未刻開始攻城，教師祝二元發砲打死十多人。承祖坐在短牆上，帶領二千名驍勇的藤牌兵。清軍乘漏洞架起雲梯攀上矮牆，但士兵一登上牆就被斬殺，三日三夜也未能攻克。不久李成棟從江陰支援清軍，寫下招降書，侯承祖立刻將它焚燬，指揮馬象乾臉色有異樣，即時遭部眾所殺。到八月二十日，清軍用砲攻破北水關，士兵用小船登島，同時有內應協助，因此金山城淪陷。他帶著侯世祿和親兵巷戰，殺死五百多名騎兵，清軍大感震驚。李成棟本來打算離開，而楊寅東、劉羽聖卻投降。侯承祖力戰到最後一刻，身中四十多支箭，馬匹跌到被抓獲，之後他大罵清軍，李成棟用刀刃要脅他投降，他說：「我家祖先是明朝開國元勳，子孫不中斷承襲，接受俸祿二百八十年，今日不如一死報國！」到嵩江文廟前，他說：「這是我死的地方。」望著孔子再拜，用刀自殺而死。他的妻子周氏及女兒在二年後因為謝文堯舉報而遭捉拿到南京，都自刎而死。

## 引用
1. 1 2  錢海岳《南明史·卷四十九·列傳第二十五》：二十日，清礮攻北水關，水兵夙弱，關破。清兵叠小舟蟻附登，奸人內應，城遂陷。承祖率世祿親兵巷戰，凡七遇敵，手刃餘騎五百，清兵大震。成棟欲走，而寅東、羽聖降。承祖戰逾時，眾且盡，身中四十餘矢，馬蹶被執，大罵，成棟以刃脅之降，曰：「吾家自始祖以開國勳，子孫不替，食祿二百八十年，今日不一死報國哉！」慷慨請死。至嵩江文廟前，曰：「此吾死所也。」望先師再拜，飲刃死。妻周及女後二年以謝文堯通表逮南京，自刎死。
2. 1 2  錢海岳《南明史·卷四十九·列傳第二十五》：侯承祖，字懷玉，金山衛人。世襲指揮同知，用功加參將。弘光元年夏，杜文煥至金山，承祖欲斬之以示眾，文煥逃。嵩江兵起，以兵往願襄事，吳志葵忌之，沮其謀。承祖恚曰：「然則城府聽之總戎。承祖以金山為存亡耳。」拂袖歸，與子世祿及掌指揮印劉夢麒盡散家財，簡械料糧。
3. ↑  錢海岳《南明史·卷四十九·列傳第二十五》：隆武二年八月二日，志葵以諸生楊寅東為中軍守備，指揮劉羽聖掌衛事。三日，嵩江陷。黃蜚、志葵兵潰，承祖拜疏繇海道上福京，并遣使至崇明、舟山乞師。十七日，清兵至金山，未刻攻城，城上矢石如雨，教師祝二元發大礮，殪十餘人。承祖坐睥睨間，所將藤牌兵二千人皆驍健。清乘隙布雲梯攀堞，然隨登隨斫，屢進屢卻，戰三日夜不能克。已而李成棟自江陰回軍來助，以書招降，承祖焚書，指揮馬象乾色微動，即為眾所殺。